# 沪慈高速公路
上海 - 慈溪高速公路，简称沪慈高速，中国国家高速公路网编号为G1531，是沈海高速公路的联络线之一，是沪甬跨海通道的公路部分，起点位于上海市，终点位于慈溪市，全长70公里，目前尚处于规划阶段。